# Neogasterichus longigastris
Neogasterichus longigastris är en stekelart som beskrevs av T.C. Narendran 2003. Neogasterichus longigastris ingår i släktet Neogasterichus och familjen finglanssteklar. Inga underarter finns listade i Catalogue of Life.